# Heroină
Heroina, cunoscută și sub denumirile diacetilmorfină și diamorfină, este un compus organic din clasa opioidelor, fiind utilizat ca drog ilicit în principal pentru efecte sale euforice. Există și heroină de uz medical, aceasta fiind pură, diferită față de amestecul de morfină, heroină și 6-MAM (6-monoacetilmorfină) utilizat ca drog. Doar în unele state, are statut de medicament analgezic, fiind utilizată pentru tratamentul durerii intense din infarctul miocardic sau în tratamentul de substituție a opiodidelor.
Este un derivat al opiului, obținut la sfârșitul secolului 19 prin sintetizarea morfinei. Produsă de compania de medicamente Bayer AG, heroina a fost exportată în 1898 în 23 de țări din lume și folosită un timp în tratamentul afecțiunilor respiratorii. Ulterior dovedindu-se riscurile ei de abuz  și grava adicție (dependență) a fost inclusă pe lista drogurilor narcotice de abuz și interzisă în numeroase state.

## Istoric
Heroina sau diacetilmorfina este un derivat semisintetic opioid. Heroina a fost sintetizată prima oară în 1874 de către C.R. Alder Wright, un chimist englez care lucra la spitalul StMary. El a combinat morfina cu diferiți acizi sau derivați ai acestora, iar atunci cînd a încălzit morfina în prezența anhidridei acetice timp de mai multe ore a obținut un produs pe care el l-a numit diacetilmorfina(heroina). Felix Hoffmann de la Bayer, a sintetizat heroina la 11 zile de la obținerea aspirinei. Temîndu-se de eventualele efecte adverse ale aspirinei, Bayer înregistrează compusul sub denumirea de Heroin ca trademark (marca fabricii). Din anul 1898 pînă în 1910 a fost etichetată ca fiind un derivat substituit al morfinei, utilizat pentru tratarea tusei iritative la copii.
1914 Legea produselor narcotice, introdusă în Congresul American de Harrison stipulează ca ilegală producerea și posesia heroinei în SUA. Spre deosebire de SUA și alte  state, heroina are încă indicații legale în Marea Britanie (sub denumirea de diacetilmorfină), pentru tratarea durerilor acute, a infarctului de miocard, a edemului pulmonar și a durerii cronice.

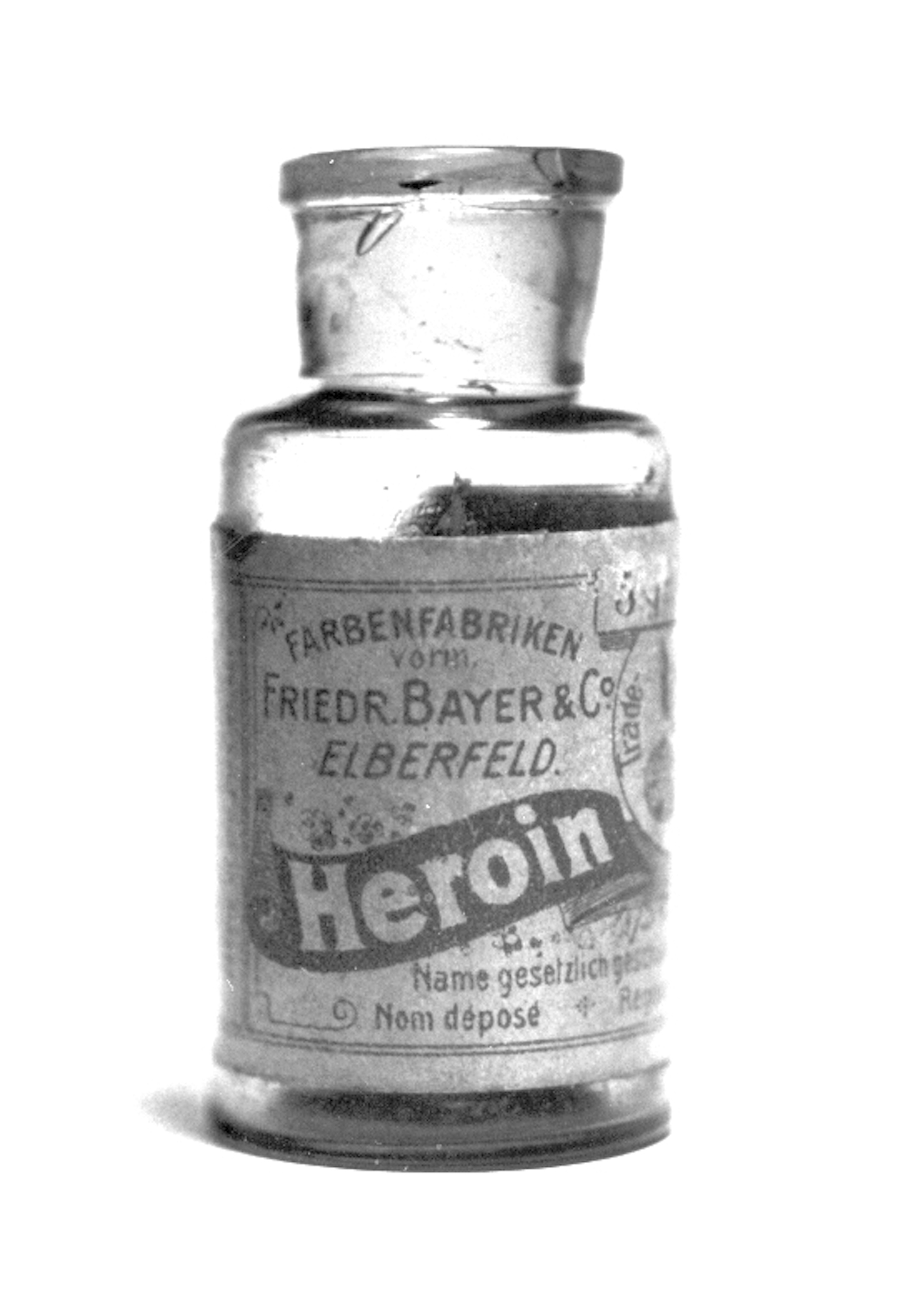
Sticlă de heroină Bayer

## Farmacologie
Heroina este  catalogată ca un drog foarte puternic, ce poate produce euforie. Senzația de euforie dispare și se instalează toleranța. Asemănător cu morfina, are tot acțiune agonistă asupra receptorilor µ (miu), determinînd din această cauză aceleași efecte ca morfina, dar cu o viteză mult mai rapidă. Acest lucru se datorează liposolubilității pe care o imprimă moleculei de heroina cele 2 grupări acetil, datorită acesteia heroina avînd o mai mare putere de penetrare a barierei hematoencefalice. La administrarea intravenoasă, datorită liposolubilității sale crescute, heroina are putere de penetrare rapidă. Timpul de înjumătățire a heroinei este de 15-30 minute, fiind rapid transformată într-un compus 6 MAM (se pare ca sub acțiunea carboxilesterazei care acționează și în metabolismul cocainei) în ficat, creier, inimă. 6MAM este apoi convertit în morfină, metabolizată în ficat și excretată ca glucuronat. O mică cantitate este excretată nemodificată în urină. Ea acționează asupra receptorilor opioizi miu endogeni, răspîndiți în anumite zone ale creierului, măduvei spinării. Heroina, împreună cu alte opioide este agonist asemenea neurotransmițătorilor endogeni (beta endorfine, dinorfinele, leu-enkefaline si met-enkefalinele). Corpul răspunde la acțiunea heroinei prin reducerea (uneori oprirea) sintezei de endorfine (substanțe sintetizate de către organism și eliberate la nivelul creierului și a nervilor pentru atenuarea durerii). Această stopare sau reducere a sintezei creează mecanismul de dependență al heroinei.

Metabolismul heroinei 6MAM(monoacetil morfină)

## Producerea heroinei
Ca materie primă pentru obținerea heroinei este opiul obținut prin procesele de rafinare. Spre deosebire de LSD (diamida acidului lisergic), sinteza heroinei nu presupune solide cunoștințe de sinteză chimică și de chimie. O heroină pură este foarte greu de obținut în primul rînd datorită faptului că substanțele care intră în sinteza heroinei sunt din ce în ce mai greu de obținut din cauza reglementărilor drastice, dar și datorită faptului că ultima fază din sinteza heroinei este foarte greu de produs avînd și un potențial periculos foarte mare.Etapele de lucru sunt:
- morfina este izolată din opiul brut (prin dizolvare în apă în prezența de carbonat de calciu, iar precipitatul este tratat cu amoniac).
- morfina este tratată cu anhidridă acetică în cantități egale, timp de circa 6 ore la temperatura de 850
- purificarea moderată în prezență de apă și acid clorhidric, cu adaos de carbonat de calciu(momentul introducerii carbonatului de calciu depinde de chimistul care execută purificarea)
- încălzirea heroinei rezultate cu un amestec de alcool și cărbune activat pînă la evaporarea alcoolului
- acest al 5-lea pas este opțional datorită periculozității sale. Prin acest pas se obține heroina pură destinata uzului injectabil ( așa numita heroină nr 4). Heroina deja purificată este supusă (după prealabila dizolvare în alcool) acțiunii unui amestec format din eter și acid clorhidric. Pericolul este dat de volatilitatea eterului și de potențialul său exploziv.De obicei heroina pentru uz este diluată cu lactoză , amidon, pentru a crește numărul de doze.

## Zone de sinteză si trafic cu heroină

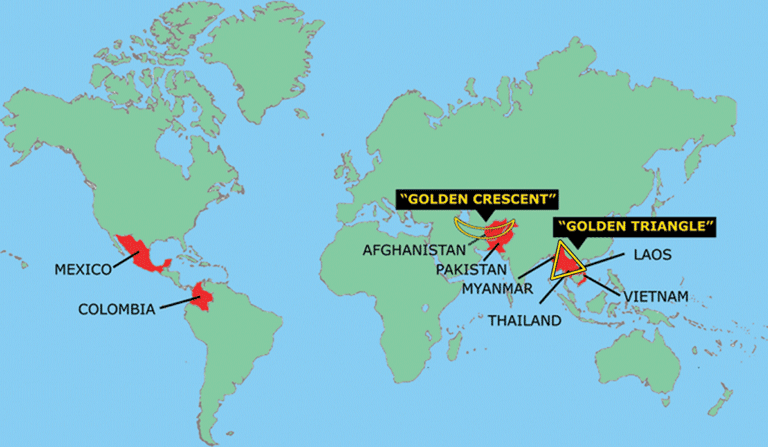
Principalele țări producătoare de heroină

Încă din anii 1700-1800 opiul a constituit un prilej de război între China și Marea Britanie (Razboiul opiului); a continuat să suscite un interes enorm datorită profiturilor care se dovedeau din ce în ce mai mari; aceste profituri nu puteau scăpa atenției Mafiei, iar atunci cînd Lucky Luciano a fost trimis în Sicilia pentru e pregăti invazia americană, el a lucrat în paralel și la dezvoltarea fabricilor de heroină din Sicilia, iar de aici și pînă la legăturile cu Mafia Corsicană nu a mai fost decit un pas.Datorită extinderii legăturilor cu Mafia Corsicană, Lucky Luciano a pus bazele dezvoltării mai întîi în Vietnam (provincie franceză), iar de aici în întreaga Asie de Sud Est.Anii 1960 -1970 aduc declinul Turciei și a Iranului în materie de producție de opiu, în timp ce Triunghiul de Aur( Myanmar, Thailanda, Vietnam, Laos și provincia Yunan din China) începe să devină principalul furnizor de opiu și heroină. Războiul din Vietnam va asigura suportul logistic pentru ca acest trafic să devină mondial, după ce la început era de natura zonală (peste 15% din soldații americani erau dependenți de heroină).În zilele noastre , peste 80 % din producția mondiala de heroină este furnizată de Afghanistan (exista unele păreri conform cărora și China ar fi un important furnizor de heroină). Se pare că heroina de pe piețele americane ar avea ca sursă și macul cultivat în regiuni întinse din Mexic (reg Sinaloa) și Columbia.

## Riscul abuzului de heroină

Heroină

### Consecințe ale abuzului de heroină
- Dependenta de la prima doza
- O doză crescută de heroină (așa numita supradoză) este fatală.
- Din cauza schimbului de materiale (seringi) în special între consumatorii de heroină, există un risc de contaminare cu HIV sau virusul hepatitei.
- Moartea din cauza introducerii substanțelor de diluare (chinină, zaharoză, talc).

### Tratamentul intoxicației cu heroină
Supradoza (overdose) de heroină este tratată de obicei cu un antagonist opioid, de regulă naloxonă sau naltrexonă, care are o înaltă afinitate pentru receptorii opioizi dar care nu îi activează. Această blocare se manifestă imediat prin declanșarea sindromului de retragere (withdrawal syndrom). Dezavantajul acestor antagoniști este timpul de înjumătățire relativ scurt comparativ cu alte opioide, și de aceea trebuiesc administrate de mai multe ori pe parcursul unei zile. Se consideră că moartea prin supradoză de heroină este foarte rar întîlnită, moartea unor heroinomani datorîndu-se probabil mai mult substanțelor de diluare (în special chinina). Studiile efectuate încă din 1920 au scos la iveală ca administrarea unei doze chiar de 1600–1800 mg (de circa 160-180 ori mai multă decît așa-zisa doză de recreere) nu a condus la deces. Este posibil ca un rol foarte important să îl joace puritatea heroinei  dar mai ales impuritățile din ea (dacă în 1980 procentul de heroină era de numai 3,6 mg/100 mg doză la un preț de 3,90$, în 1999 probele recoltate din capturile făcute au scos la iveală un procent de  38,20% la un preț de 0,80$).
Alți antagoniști care sunt utilizați în tratarea intoxicației cu heroină (și nu numai) sunt:
- metadonă
- buprenorfină